# Jafar (Disney)
Pour les articles homonymes, voir Jafar.
Jafar Lazhar  (en arabe جعفر / Ǧaʿfar)  est un personnage de fiction qui est apparu pour la première fois dans le long métrage d'animation Aladdin. Il  est inspiré de Jafar ben Yahya et du sorcier du conte  Aladin ou la Lampe merveilleuse. Le personnage apparaît dans la suite du film sortie directement en vidéo : Le Retour de Jafar (1994), ainsi qu'une série télévisée, Aladdin (1994-1995) et des bandes dessinées. Jafar est le vizir, conseiller du Sultan d'Agrabah, père de Jasmine.

## Description

### Apparence
- L'apparence de Jafar fut inspirée par Al Hirschfeld. La conception de Jafar, faite par l’animateur Andreas Deja, fut beaucoup plus contrastée par rapport aux autres personnages, due à ses nombreuses lignes verticales[1].
- Jafar est grand et mince, porte une longue barbe torsadée, et est presque toujours représenté avec une robe noire et rouge foncé. Il est apparemment chauve, comme on peut le voir lorsqu'il enlève son costume de mendiant.
- Quand de vraies capacités magiques lui sont accordées, lorsqu'il ordonne au génie de faire de lui le plus puissant sorcier du monde, les formes angulaires se trouvant sur son costume deviennent plus exagérées, son turban et sa robe sont de plus en plus allongés en épis surtout au niveau des épaules. La bouche de son "sceptre-cobra" en or a la capacité de cracher des sorts.
- Un autre changement se produit lorsqu'il se transforme en serpent ; son corps allongé est de la même couleur que son ancien costume.
- Son apparence, quand il souhaite devenir un tout-puissant génie, change radicalement. Il garde sa barbiche mais son corps maigre se transforme en un corps massif et musclé. Sa peau devient rouge, ses yeux sont d'un jaune éclatant, lui donnant ainsi l'apparence d'un démon.
- Dans le deuxième film, étant devenu un génie, Jafar a la capacité de changer de forme quand il le souhaite.

Jafar a été décrit comme un psychopathe amoral qui n'hésitera pas à détruire tout ce qu'il perçoit comme une menace à ses propres desseins sinistres.  Comme de nombreux psychopathes diagnostiqués cliniquement, Jafar porte un masque métaphorique de normalité tout au long du film, s'imposant comme un intrigant à la tête froide et gagnant la confiance de ceux qui l'entourent, malgré son aspect physique plutôt peu digne de confiance.
Enfin Jafar est doté d'un grand sens de l'humour, comme il lance plusieurs jeux de mots à la suite; "Le temps vous est compté" quand il enferme Jasmine dans un sablier, "Tu veux faire joujou" quand il transforme Abu en jouet, "Tu veux en découdre avec moi" quand il démêle le Tapis, "Pointu n'est ce pas" quand il fait apparaitre des sabres et enfin "Je n'en suis encore qu'à l'échauffement" quand il crache du feu notamment.

### Pouvoirs magiques et capacités
Lorsqu'il est encore humain, Jafar possède quelques compétences dans le domaine surnaturel, mais l'étendue de son pouvoir reste très limitée (mais cela lui assure une influence politique considérable via la manipulation du sultan). Sa chambre secrète étant remplie d'étranges appareils et piles de livres en tout genre, il fonctionne plus comme un alchimiste, dans l'ensemble de la durée du film, que comme un réel magicien. Au lieu de jeter des sorts, il s'appuie sur des potions préparées capables de produire des phénomènes magiques, brisant un flacon de liquide rouge sur le sol, par exemple, afin de créer un nuage de fumée pour échapper à la garde du Sultan. Il s'appuie aussi fortement sur certaines reliques qu'il a en sa possession, comme sa tête de serpent personnelle qui est capable, par l'intermédiaire de ses yeux rubis enchantés, d'hypnotiser les personnes qui la regarde, bien que cette machination soit détruite par Aladdin quand il révèle la traîtrise au Sultan. Un gigantesque sablier, qu'il garde dans son antre secrète, lui sert de boule de cristal, et lui accorde ainsi la capacité de voir le monde extérieur. Il est également un maître du déguisement : il prend aisément l'apparence d'un vieux mendiant afin de gagner la confiance d'Aladdin.
Après la réalisation de son deuxième vœu, il devient « le sorcier le puissant de l'univers », comme il le dit dans le dessin animé. Il possède alors un immense pouvoir magique propre, et n'a plus besoin d’accessoires pour l'exercer (même s’il continue d'utiliser son bâton-cobra la plupart du temps).
Dans Le Retour de Jafar, il est devenu « le génie le plus puissant de la Terre » comme il le souhaitait à la fin du premier film. L’étendue de ses pouvoirs est encore plus grande que lorsqu'il était sorcier, mais elle reste mal définie (il exerce les pouvoirs qu’il a besoin d'avoir selon les circonstances). Il est soumis aux mêmes limitations que tout génie (notamment, celle de ne pas être en mesure de tuer), cependant il trouve facilement les moyens pour agir malgré ces limitations (sans pour autant les violer). Sa seule et véritable faiblesse est sa lampe noire qui, si elle détruite, le détruira lui aussi. En effet, une fois plongée dans la lave en fusion par Iago, Jafar est définitivement détruit en même temps que sa lampe.
Dans Hercule, il est toujours à même d'utiliser la magie, mais pas aussi efficacement que lorsqu'il était le plus puissant sorcier au monde. Il est tout de même en mesure d'invoquer des monstres géants, des morts-vivants, de créer des explosions, de maitriser le feu et de geler les choses. Il semble probable que cette magie lui ait été fournie par Hadès en le ressuscitant.

## Interprètes
- Voix originale : Jonathan Freeman
- Voix allemande : Joachim Kemmer
- Voix brésilienne : Jorge Ramos
- Voix danoise : Nis Bank-Mikkelsen
- Voix espagnole d'Espagne : Joaquín Muñoz, Jesús Ferrer et Xavier Ribera-Vall
- Voix finnoise : Jarkko Rantanen
- Voix française : Féodor Atkine et Michel Elias (Disney's tous en boîte, Mickey, le club des méchants, Kingdom Hearts)
- Voix grecque : Nikos Pongas
- Voix italienne : Massimo Corvo
- Voix japonaise : Akira Takarada
- Voix espagnole latino-américaine : Jorge Santos et Armando Gama
- Voix néerlandaise : Gees Linnebank
- Voix polonaise : Włodzimierz Bednarski
- Voix portugaise : Jorge Vasques
- Voix québécoise : Éric Gaudry et Philippe Leduc (chant)
- Voix suédoise : Mikael Samuelsson

Aladdin (2019)
- Interprète : Marwan Kenzari
- Voix : Nessym Guetat

## Chansons interprétées par Jafar
- Prince Ali - reprise dans Aladdin
- Why me ? qui devait être utilisée à la place de la reprise de Prince Ali, mais qui ne fut finalement pas gardée dans Aladdin
- Tu n'es qu'un amateur (You're Only Second Rate en VO) dans Le Retour de Jafar

## Caractéristiques particulières
- Jafar est basé sur Maléfique, la méchante sorcière de La Belle au bois dormant (1959) : ils ont tous deux une canne magique et un oiseau de compagnie (un corbeau nommé Diablo pour Maléfique, un perroquet nommé Iago pour Jafar), et se transforment tous deux en animaux gigantesques (un dragon pour Maléfique, un cobra pour Jafar).
- Les noms de Jafar et d'Abu sont tirés du film muet de 1924, Le Voleur de Bagdad[2].
- Jafar a pour animal de compagnie un perroquet nommé « Iago », dont le nom est inspiré directement du personnage machiavélique et fourbe présent dans la pièce Othello de William Shakespeare. Plus tard, Iago se retournera contre Jafar avec l'aide d'Aladdin et des amis de celui-ci.
- Jafar a une sœur nommée « Nasira ». (dans le jeu vidéo Aladdin : La Revanche de Nasira sur PS1) (PlayStation)

## Adaptation et réutilisation
Jafar fait une apparition dans la série Hercule, dans laquelle il fut envoyé sur la terre grecque et a perdu son statut de génie. Bien qu'il soit mort et impuissant, Jafar passe un accord avec Hadès, qui le ressuscite en échange de ses services.
On retrouve Jafar dans les jeux-vidéo Kingdom Hearts, Kingdom Hearts: Chain of Memories, Kingdom Hearts: Re:Coded, et Kingdom Hearts 2.
En 2011, Jafar est le principal antagoniste de la première et unique saison de la série télévisée Once Upon a Time in Wonderland, une production ABC Studios filiale télévisée de Disney, où il est interprété par Naveen Andrews. Dans cette série qui mélange des éléments de Alice au pays des merveilles et Aladdin, Jafar vit au pays des merveilles où il est allié avec la Reine rouge. En 2016, le personnage intègre le casting de la série mère pour la saison 6. Naveen Andrews étant indisponible lors du tournage, Jafar est désormais interprété par Oded Fehr.
Jafar est aussi l'un des personnages du téléfilm Descendants, sorti en 2015, où il est interprété par Maz Jobrani. Le film est censé prendre place après les événements de Aladdin et met en scène les enfants de plusieurs héros et méchants de l'univers Disney dont Jay, le fils de Jafar interprété par Booboo Stewart.